# جورج لگ، بارون اول دارتموث
جورج لگ، بارون اول دارتموث (انگلیسی: George Legge, 1st Baron Dartmouth؛ 1647 – ۲۵ اکتبر ۱۶۹۱) افسر نیروی دریایی پادشاهی بریتانیا و سیاستمداری بود که در سپتامبر ۱۶۸۸ توسط جیمز دوم انگلستان به دریاسالاری ناوگان منصوب شد. با این حال، او در جلوگیری از حمله نیروهای هلندی به فرماندهی ویلیام اورنج که در ۵ نوامبر ۱۶۸۸ در توربی پیاده شدند، شکست خورد و پس از انقلاب باشکوه از کار برکنار شد.